# 唐納·川普對俄洩密事件

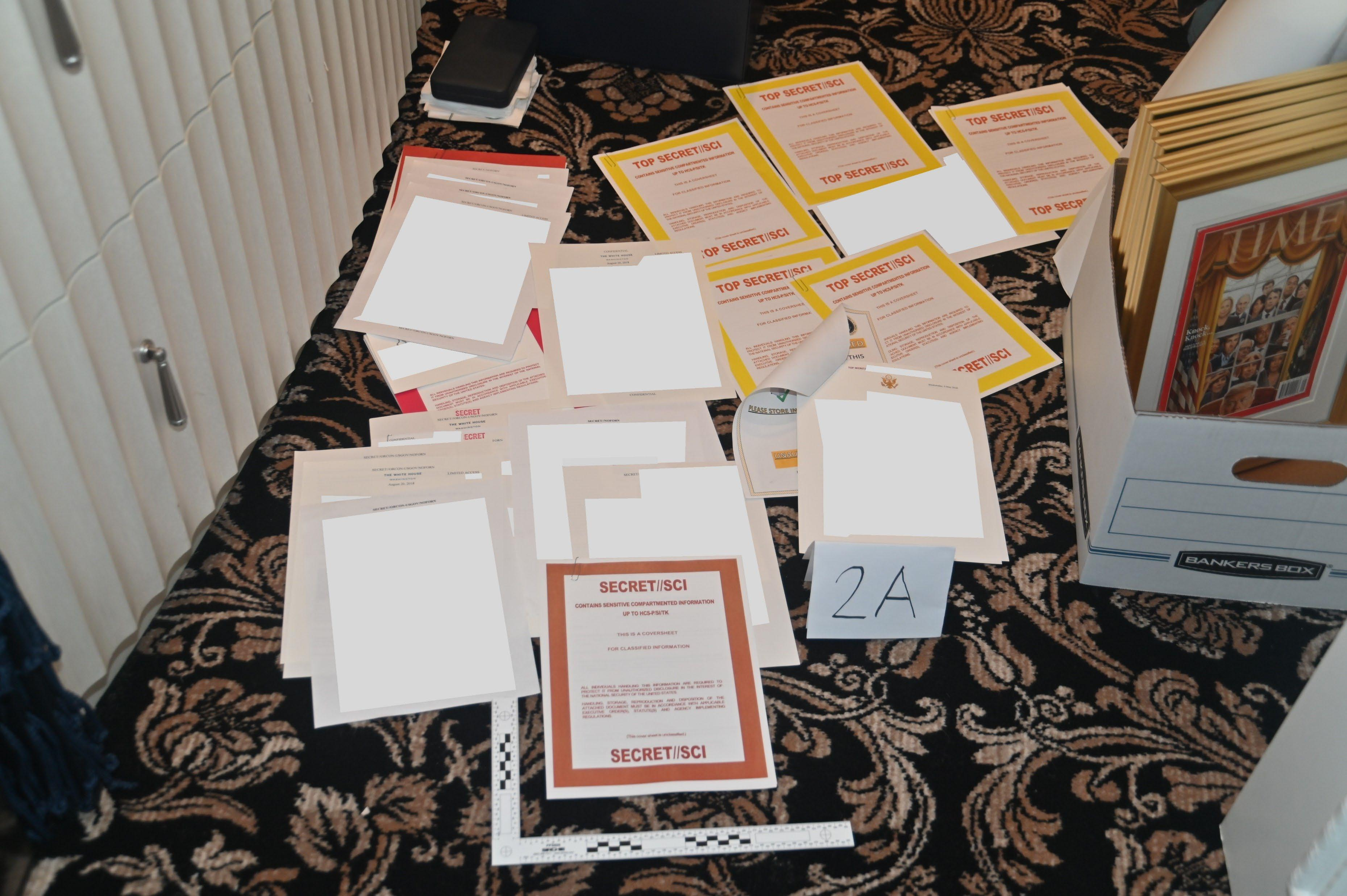
在搜查海湖庄园时发现的机密情报资料

特朗普對俄洩密事件，也是「通俄門」問題的一部分，根据美国现政府官员和前政府官员消息，美国总统唐納·川普在2017年5月10日在椭圆形办公室中与俄罗斯外长谢尔盖·拉夫罗夫和驻美国大使基斯利亚克会面的过程中，向对方提供了可以揭露出情报来源和获取的手段的细节信息。
而事件前一天，联邦调查局長詹姆斯·科米被川普無預警開除，这是美國史上第二次FBI局長被开除（首次是1993年的威廉·史提爾·塞遜斯），並引發了通俄門事件發酵。外界認為此情況極其罕見，質疑此舉是與柯米開始調查川普當選過程有無俄羅斯干預有關，對此川普政府否認此說法。

## 通俄调查
主要涉及2016年美国总统选举期间唐纳德·特朗普竞选团队是否与俄罗斯方面“串通”以及特朗普作为总统是否妨碍司法两方面内容。

## 可能外流的內容
據稱川普在未經過盟友同意下把和伊斯蘭國有關的資訊交給俄羅斯，被《纽约时报》、BuzzFeed和路透社批評此事不適當，其中BuzzFeed「說這遠遠比已經報導的要差得多」。
這個情形也導致美以關係出現裂痕。